# Килмарнок
Килма́рнок (англ. Kilmarnock, гэльск. Cill Mhearnáig) — город в Шотландии, административный центр округа Ист-Эршир.

## История
Название происходит от слова cill с гэльск. — «церковь» и имени святого Марнока, которое также увековечено в именах города Портмарнок (Ирландия) и острова Инчмарнок (Шотландия). Оно может также происходить от трёх гэльских элементов: mo — мой, Ernan — имя святого плюс уменьшительное ag, дающих вместе «Церковь моего маленького Эрнана». Некоторые полагают, что святой заложил здесь церковь в VII веке.
Ядро раннего города, по-видимому, сформировалось вокруг нынешней Лэй Кирк (нижней церкви), хотя старейшие части здания датируются не раньше, чем XVII веком, в дальнейшем расширяясь на север и северо-запад. В 1668 году город был сильно разрушен случайным пожаром. Около 120 семей потеряли большую часть своих владений и вынуждены были жить в нужде в полях вокруг города.

## Города-побратимы
- Жуэ-ле-Тур (Франция, с 1989)
- Сухум (Абхазия)

## Достопримечательности
- Замок Дин[англ.]
- Рок-группа Biffy Clyro
- ФК Килмарнок